# Out of Time (The Weeknd)
Out of Time è un singolo del cantante canadese The Weeknd, pubblicato il 25 gennaio 2022 come terzo estratto dal quinto album in studio Dawn FM.

## Descrizione
Descritto dalla critica specializzata come una ballata caratterizzata da sonorità pop e R&B ispirate agli anni ottanta, la produzione di Out of Time è stata composta con un campionamento del brano Midnight Pretenders della cantante giapponese Tomoko Aran del 1983, ragione per la quale la critica specializzata ha anche evidenziato delle influenze city pop.
Il 7 aprile è stata resa disponibile una speciale edizione 12" del singolo stampato su una lama per sega circolare realizzato in collaborazione con la MSCHF e distribuito in tiratura limitata a 25 copie, mentre il 22 dello stesso mese il singolo è stato distribuito digitalmente con l'inclusione di una versione remixata da Kaytranada.

## Video musicale
Il video musicale, diretto dai Cliqua, conta la partecipazione dell'attrice sudcoreana Jung Ho-yeon e dell'attore statunitense Jim Carrey, ed è stato reso disponibile su YouTube il 5 aprile 2022.

## Tracce
Testi e musiche di Abel Tesfaye, Daniel Lopatin, Tomoko Aran e Tetsuro Harada.
12"
1. Out of Time – 3:34

Download digitale
1. Out of Time (Kaytranada Remix) – 4:35
2. Out of Time (Kaytranada Remix / Radio Edit) – 2:35
3. Out of Time – 3:34
4. Out of Time (Instrumental) – 3:34
5. Out of Time (Video) – 3:53 – solo nell'edizione di Apple Music

## Classifiche

### Classifiche settimanali
| Classifica (2022) | Posizione massima |
| ----------------- | ----------------- |
| Argentina         | 86                |
| Australia         | 29                |
| Canada            | 20                |
| Corea del Sud     | 160               |
| Danimarca         | 32                |
| Francia           | 55                |
| Grecia            | 12                |
| India             | 20                |
| Islanda           | 17                |
| Italia            | 96                |
| Lituania          | 28                |
| Paesi Bassi       | 86                |
| Portogallo        | 16                |
| Repubblica Ceca   | 90                |
| Slovacchia        | 43                |
| Stati Uniti       | 32                |
| Sudafrica         | 29                |
| Svezia            | 46                |
| Vietnam           | 15                |

### Classifiche di fine anno
| Classifica (2022) | Posizione |
| ----------------- | --------- |
| Canada            | 83        |
| Vietnam           | 99        |